# Арнольд Вандерліде
Арнольд Вандерліде (нід. Arnold Vanderlyde; нар. 24 січня 1963, Сіттард) — нідерландський боксер, триразовий призер Олімпійських ігор, призер чемпіонатів світу, триразовий чемпіон Європи.

## Аматорська кар'єра
На чемпіонаті Європи 1983 програв у першому бою Олександру Ягубкіну (СРСР) — 0-5.
На Олімпійських іграх 1984 завоював бронзову медаль.
- В 1/8 фіналу переміг Егертона Форстера (Сьєра-Леоне) — 4-1
- У чвертьфіналі переміг Георгіоса Стефанопулоса (Греція) — 5-0
- У півфіналі програв Віллі де Віту (Канада) — 2-3

На чемпіонаті Європи 1985 завоював бронзову медаль.
- У чвертьфіналі переміг Павела Совіка (Чехословаччина) — RSC 2
- У півфіналі програв Дьюлі Алвіксу (Угорщина) — RSC 3

На чемпіонаті світу 1986 завоював срібну медаль.
- В 1/8 фіналу переміг Клауса Нільсена (Данія) — 5-0
- У чвертьфіналі переміг Магне Гавнаа (Норвегія) — 5-0
- У півфіналі переміг Майкла Бентта (США) — 4-1
- У фіналі програв Феліксу Савону (Куба) — 0-5

На чемпіонаті Європи 1987 став чемпіоном.
- У чвертьфіналі переміг Клауса Нільсена (Данія) — 5-0
- У півфіналі переміг Свілена Русінова (Болгарія) — 5-0
- У фіналі переміг Рамзана Себієва (СРСР) — 4-1

На Олімпійських іграх 1988 завоював бронзову медаль.
- В 1/8 фіналу переміг Генрі Акінванде (Велика Британія) — 3-2
- У чвертьфіналі переміг Дьюлу Алвікса (Угорщина) — 5-0
- У півфіналі програв Рею Мерсеру (США) — RSC-2

На чемпіонаті Європи 1989 став чемпіоном вдруге.
- У чвертьфіналі переміг Євгена Судакова (СРСР) — 3-2
- У півфіналі переміг Анджея Ґолоту (Польща) — 5-0
- У фіналі переміг Акселя Шульца (НДР) — 5-0

На чемпіонаті світу 1989 програв у першому раунді першого бою  Феліксу Савону (Куба).
На чемпіонаті Європи 1991 став чемпіоном втретє.
- В 1/8 фіналу переміг Павела Піра (Польща) — RSC 2
- У чвертьфіналі переміг Желько Мавровича (Югославія) — 20-17
- У півфіналі переміг Євгена Судакова (СРСР) — 22-11
- У фіналі переміг Георгіоса Стефанопулоса (Греція) — 23-12

На чемпіонаті світу 1991 завоював срібну медаль.
- В 1/8 фіналу переміг Девіда Ізонритеї (Нігерія) — 22-2
- У чвертьфіналі переміг Хосе Ортегу (Іспанія) — 30-8
- У півфіналі переміг Чхве Сон Ба (Південна Корея) — RSC 3
- У фіналі програв Феліксу Савону (Куба) — 15-39

На Олімпійських іграх 1992 завоював бронзову медаль.
- В 1/16 фіналу переміг Еміліо Леті (Самоа) — 14-0
- В 1/8 фіналу переміг Сон Бай Ча (Південна Корея) — 14-13
- У чвертьфіналі переміг Пола Дугласа (Ірландія) — RSC-1
- У півфіналі програв Феліксу Савону (Куба) — 3-23